# ラティモジョン山
ラティモジョン山（Latimojong）またはランテマリオ山（インドネシア語: Bulu Rantemario）は、インドネシアのスラウェシ島南部・南スラウェシ州にある山である。標高は3,478メートルで、この島の最高峰であるが、最高峰をランテコンボラ山とする情報源もある。
地元では、一般にランテマリオよりもラティモジョンと呼ばれる。ラティモジョンは、この山を最高峰とする山脈と森林地域の名前でもある。
この山はケランガン村に登山口がある。山頂までに8つの指定されたステージングポイントがあり、そのうちのいくつかは野営に適しており、水を利用できる。最寄りの町はバラカで、マカッサルとタナトラジャの間の主要高速道路から約8キロメートル離れている。